# Rusko-turška vojna (1806–1812)
Rusko-turška vojna (1806–1812) se je začela z ruskim napadom na Moldavijo in Vlaško in se končala z rusko zmago; Ruski imperij je pridobil Besarabijo.